# Aviation Safety Network
Aviation Safety Network (ASN) jsou webové stránky evidující letecké nehody a únosy letadel. Databáze obsahuje detaily přes 10 700 incidentů, a kromě toho obsahuje i vyšetřovací zprávy, novinky, fotografie a statistiky.

## Historie
Stránky Aviation Safety Network byly založeny v roce 1996 Harro Ranterem pod názvem Aviation Safety Web Pages. V roce 1998 se k němu připojil Fabian I. Lujan, aby mu pomohl s přesným a aktuálním zpravodajstvím o nehodách dopravních letounů. V roce 1999 získaly stránky svůj současný název.